# 貝倫巴赫河
51°52′49″N 8°41′47″E / 51.88028°N 8.69639°E

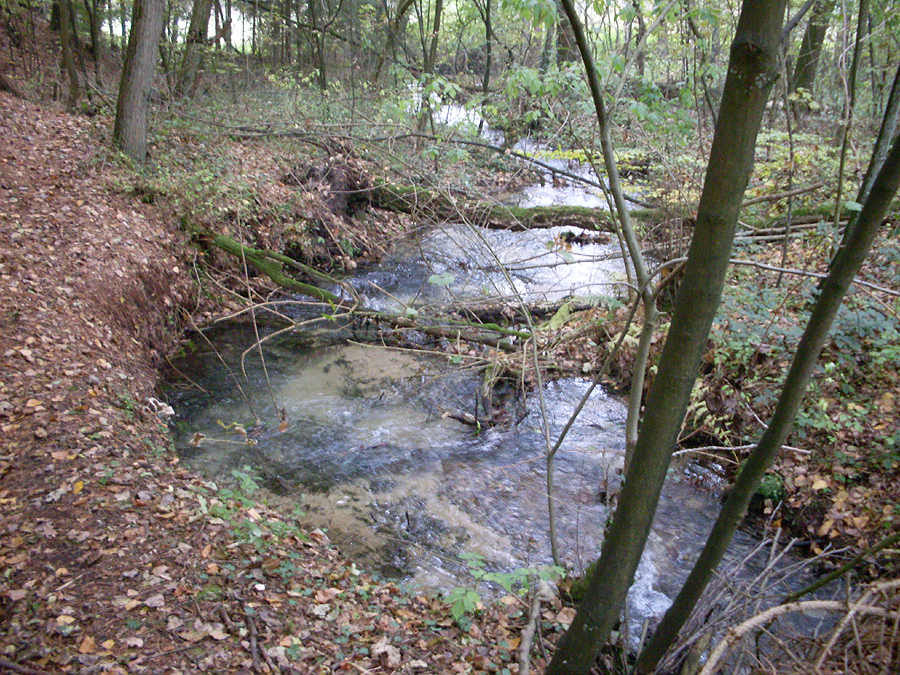

貝倫巴赫河（德語：Bärenbach），是德國的河流，位於該國西部，處於北萊茵-威斯特法倫州，屬於福爾巴赫河的左支流，河道全長2.2公里，流域面積3.7平方公里。